# Luca Rizzo
Luca Rizzo (Genoa, 24 de abril de 1992) é um futebolista profissional italiano que atua como meia.

## Carreira
Luca Rizzo começou a carreira no Sampdoria.